# إلسي هايز
إلسي هايز (بالإنجليزية: Ilse Hayes)‏ هي منافسة ألعاب القوى جنوب أفريقية، ولدت في 30 أغسطس 1985 في جوهانسبرغ في جنوب أفريقيا.

## روابط خارجية
- إلسي هايز على موقع Paralympic.org (الإنجليزية)
- إلسي هايز على موقع IPC.InfostradaSports.com (مؤرشف) (الإنجليزية)